# 塞魯阿島
塞魯阿島是印度尼西亞的火山島，位於班達海東部，由馬魯古省負責管轄，狹長的島嶼長4公里、闊2公里。
火山海拔高度641米，最近一次火山爆發在1921年秋天。